# Кантабрійське герцогство
Кантабрійське герцогство (ісп. Ducado de Cantabria, на кантабрійському діалекті Ducáu de Cantabria) — марка, створена вестготами в північній Іберії для охорони кордону з кантабрами та басками. Точні його межі невідомі, але, мабуть, воно включало Кантабрію, частини Північної Кастилії, Ла-Ріоху та, можливо, західні райони Біскайї та Алави.

## Історія

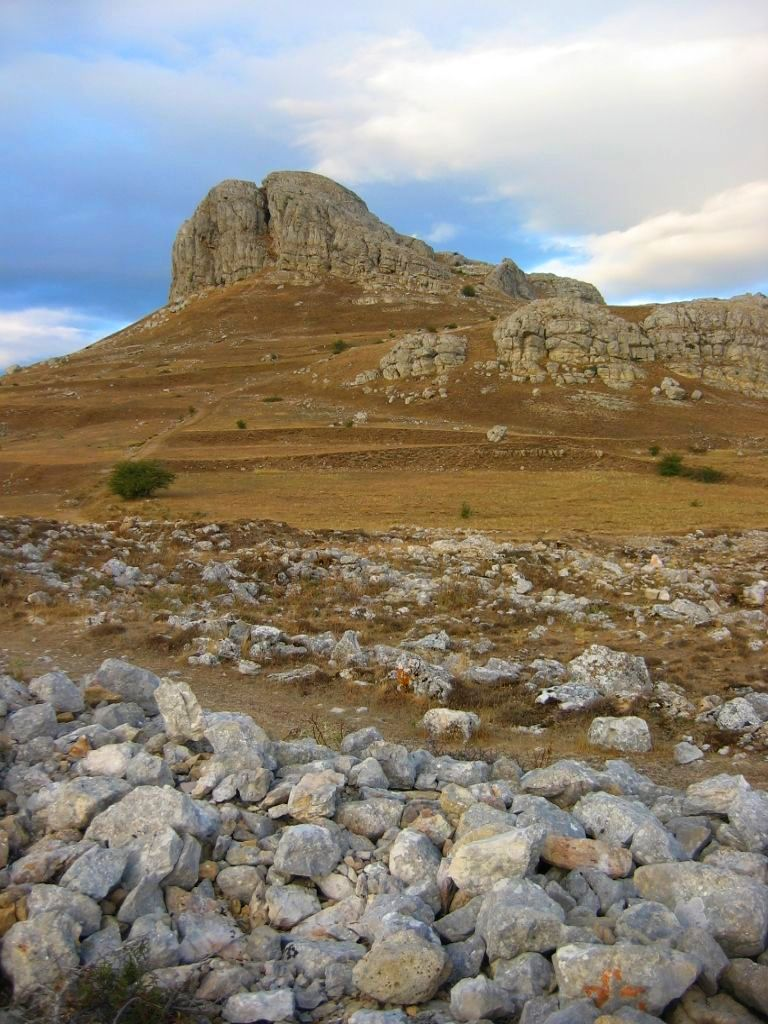
Пенья Амая, місце, де знаходилось стародавнє кантабрійське місто Амая. Розташована на півдні герцогства, та виглядає як сторожова вежа в кастильському напрямку

Двома основними містами Кантабрії до її завоювання вестготами були Амая (на півночі Бургоса) та місто Кантабрія, яке, як вважається, розташовувалось недалеко від сучасного Логроньо. Обидва міста були зруйновані в 574 році Леовігільдом, що убив багатьох їх жителів. Легенда про це знищення надовго залишилася в пам'яті постраждалих народів. Єпископ Брауліо Сарагоський (631-651) писав у своєму «Житті святого Еміліана», як той пророкував знищення Кантабрії через їхні можливі гріхи. Поширена думка, що навернені біженці з міста Кантабрія заснували монастир Богоматері Кодеської в Наваррі.
Сенат Кантабрії, згаданий у роботі святого Еміліана, свідчить про місцеву знать та правлячу дорадчу асамблею, які могли бути останніми незалежними іспано-римськими провінційними властями. Також подаються деякі імена, такі як автохтонні Сікорій або Туентій, без чіткої етнічної приналежності, та латинські імена Гонорій та Непотіан.
У 581 році, безпосередньо перед великими франкськими походами проти басків та заснуванням Васконського герцогства під сюзеренітетом франків, граф Бордо Галакторій згадується поетом Венанцієм Фортунатом як воюючий як з басками, так і з кантабрами, в той час як Хроніка Фредегара описує тіньового герцога Кантабрії Франсіо, який правив протягом тривалого періоду за деякий час до успішних походів вестготів Сісебута проти басків і кантабрів. Археологічні відкриття останніх десятиліть виявили, що культурні та економічні впливи, і навіть невеликі групи людей на прилеглих до басків територіях, що колись були частиною герцогства або частково обмежувались ним, походили далеко з-за меж Піренеїв протягом часового проміжку з вакуумом влади або, в кращому випадку, політичної невизначеності.
У пізньому вестготському періоді, на другому етапі після поразки кантабрів в VI столітті,  Кантабрійське герцогство описується як буферна зона, про що свідчать постійні бої між вестготами та басками. У 670 році король вестготів Вамба проводив там кампанію проти басків, почувши про повстання в Септиманії.
Приблизно в середині 720-х років герцог Кантабрійський Альфонсо став зятем першого короля Астурії Пелайо і після його смерті та загибелі його сина Фавіли, у 739 році був обраний королем Астуріїйського королівства і включив Кантабрійське герцогство до його складу.